# Kénotron

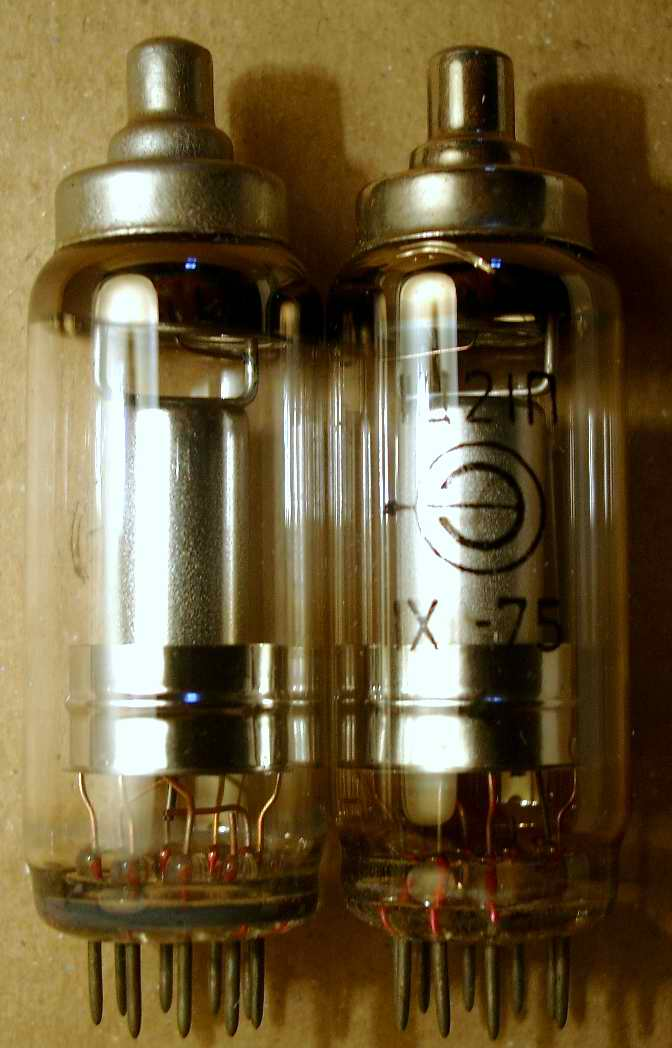
Kénotron : diode à deux électrodes

Le kénotron est une diode à deux électrodes utilisée pour l'alimentation des tubes à rayons X ou bien une diode à vide poussé utilisée pour redresser des courants alternatifs de faible intensité et à haute tension.
Le mot kénotron est formé à partir de l'adjectif grec κενός, kenós qui signifie vide.